# David S. Johnson
David Stifler Johnson (Washington D. C., 9 de diciembre de 1945 - 8 de marzo de 2016) fue un informático teórico especialista en algoritmos y optimización. Dirigió el Algorithms and Optimization Department (Departamento de Algoritmos y Optimización) de los laboratorios de investigación de AT&T. Fue galardonado en 2009 con el Premio Knuth.
Johnson se graduó summa cum laude del Amherst College en 1967, comenzó su S.M. en el MIT en 1968 y realizó su Ph.D. en el mismo lugar en 1973. Sus tres grados son en matemáticas. En 1995 fue incluido como miembro de la Association for Computing Machinery. Johnson posee número de Erdős 2.
Fue el coautor de Computers and Intractability: A Guide to the Theory of NP-Completeness (ISBN 0-7167-1045-5).